# Кари-Хироюки Тагава
Кари-Хироюки Тагава (на английски: Cary-Hiroyuki Tagawa) (роден на 27 септември 1950 г.) е японско-американски актьор, майстор на бойни изкуства и каскадьор. Участва в редица филми и сериали, а най-известната му роля е тази на Шанг Цунг във филма „Смъртоносна битка“ от 1995 г.

## Избрана филмография
- Последният император (1987)
- Стар Трек: Следващото поколение (1987)
- Близнаци (1988)
- Упълномощен да убива (1989)
- Съдружници по неволя (1989)
- Кикбоксьор 2: пътят обратно (1991)
- Конфликт в Малко Токио (1991)
- Спасители на плажа (1991)
- Ренегат (1993)
- Вавилон 5 (1995)
- Смъртоносна битка (1995)
- Сабрина младата вещица (1996)
- Старгейт (1997)
- Смъртоносна битка 2: изтребление (1997)
- Кедри в снега (1999)
- Изкуството на войната (2000)
- Уокър, тексаският рейнджър (2000)
- Хавай 5-0 (2004)
- Герои (2007)
- Джони Капахала: Отново на борда (2007)
- Костенурките нинджа (2012)
- Отмъщението (2012)
- Младият върколак (2014)
- Досиетата Грим (2016)
- Междузвездни войни: Бунтовниците (2017)